# Gerhard Lundqvist
Gerhard Lundqvist, född 14 april 1894, död 1985, var en svensk violinist och dirigent.
Lundqvist var ursprungligen militärmusiker och trakterade flera instrument, men hans huvudinstrument kom att bli fiol och han studerade för bland andra Bronislaw Huberman, Tor Aulin och Henri Marteau. Gerhard Lundqvist var universitetskapellmästare (director musices) i Lund 1923–1961 och var även dirigent i Lunds orkesterförening 1930–1954.